# In Parallel
In Parallel is een album van Anneke van Giersbergen en Danny Cavanagh (onder andere Anathema), uitgebracht in 2009. Het is een semi-akoestisch livealbum, opgenomen in de Little Devil te Tilburg in maart 2009. Op het album staan nummers van de hand van Van Giersbergen, Cavanagh alsmede een aantal covers.

## Line-up
- Anneke van Giersbergen (zang, gitaar, keyboards)
- Danny Cavanagh (zang, gitaar)

## Nummers
1. Teardrop (Massive Attack)
2. You Learn About It (The Gathering)
3. Temporary Peace (Anathema)
4. Yalin (Agua de Annique)
5. Songbird (Fleetwood Mac)
6. Big Love (Fleetwood Mac)
7. The Blower's Daughter (Damien Rice)
8. One Last Goodbye (Anathema)
9. Are You There? (Anathema)
10. Day After Yesterday (Agua de Annique)
11. A Natural Disaster (Anathema)
12. Lost And Found (Agua de Annique)
13. Flying (Anathema)
14. Jolene (Dolly Parton)